# Albert Homs
Albert Homs Aguilar (Mataró, 23 maggio 1994) è un cestista spagnolo.